# Lophorina
Lophorina is een geslacht van zangvogels uit de familie paradijsvogels (Paradisaeidae).

## Soorten
Het geslacht kent de volgende soorten:
- Lophorina latipennis  –  Grote kraagparadijsvogel
- Lophorina minor  –  Kleine kraagparadijsvogel
- Lophorina superba  –  Vogelkopkraagparadijsvogel

en een bastaard:
- Lamprothorax wilhelminae –  Wilhelminaparadijsvogel een hybride tussen de kraagparadijsvogel (Lophorina superba) en de prachtparadijsvogel (Diphyllodes magnificus of Cicinnurus magnificus).